# Antifa (États-Unis)
Pour les articles homonymes, voir Antifa.
Antifa (/ænˈtiːfə/ ou /ˈæntiˌfɑː/) est le nom collectif utilisé par différents groupes autonomes et souvent informels revendiquant une appartenance au groupe antifasciste,,,. La plupart de ces groupes s'affirment comme antiautoritaires voire anticapitalistes, et s'inscrivent dans des courants d'extrême gauche, principalement anarchistes, mais pouvant également être issues de rangs communistes ou socialistes,,,.   
Les groupes Antifa sont connus pour leur recours à l'action directe afin de s'opposer frontalement à l'extrême droite et aux mouvements prônant la suprématie de la race blanche, ce qui peut inclure la destruction de biens matériels et la confrontation physique lorsqu'ils jugent ces moyens nécessaires,,,.
Le terme «Antifa» trouverait son origine dans l'Action antifasciste, appellation employée par des mouvements politiques de la gauche européenne des années 1920 et 1930,  engagé contre le fascisme en Italie, en Allemagne et en Espagne,. En réponse à l'essor du néonazisme après la chute du Mur de Berlin et la l'effondrement de l'idéologie soviétique, des militants antifascistes sont réapparus en Allemagne. Peter Beinart, un journaliste américain, écrit que « à la fin des années 1980 aux États-Unis, des fans de punk issus de la gauche radicale ont adopté cette démarche mais sous le nom d'Anti-Racist Action (« Action antiraciste »), estimant que la lutte contre le racisme serait plus facilement comprises par lesAméricains que celle contre le fascisme. ».

## Histoire
Le militantisme antifasciste remonte aux années 1920, période durant laquelle des militants anti-fascistes se sont engagés dans des affrontements de rue contre les Chemises noires de Benito Mussolini ou les  S.A. d'Adolf Hitler, l'Union britannique des fascistes d'Oswald Mosley, ainsi que des organisations américaines pro-nazies telles que les Amis de la Nouvelle-Allemagne. Bien qu'il n'existe pas de coordination formelle entre les organisations antifascistes, la généalogie du mouvement Antifa américain peut être retracé jusqu'à la République de Weimar, où fut créé en 1932 le premier groupe désigné comme « antifa », Antifaschistische Aktion, avec la participation du Parti communiste d'Allemagne. Son emblème, représentant deux drapeaux superposés, est aujourd'hui l'un des symboles les plus utilisés au sein de l'Antifa américaine, au côté du cercle antifasciste orné de trois flèches, issu du mouvement social-démocrate Front de fer (fondé en 1931 puis dirigé par les sociaux-démocrates).
L'Anti-Racist Action, issu des mouvements punk et d'une partie du mouvement skinhead de la fin des années 1980, constitue le précurseur direct de nombreux - voire de la plupart des -  groupes antifa américains contemporains. D'autres groupes antifa ont cependant des origines différentes, comme les Baldies de Minneapolis (Minnesota), un groupe fondé en 1987, dans le but de lutter contre le néonazisme.

## Activités

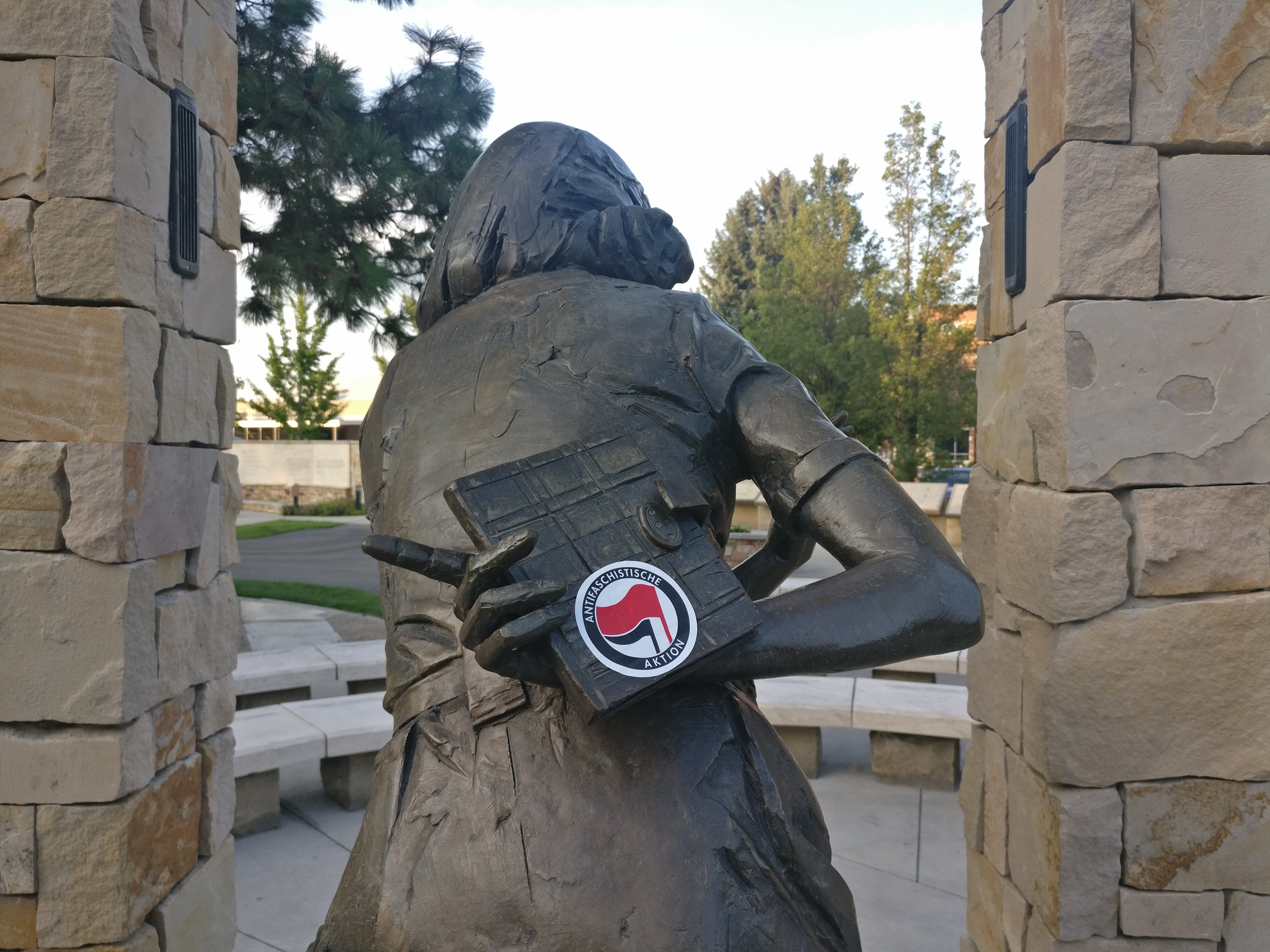
Un autocollant antifa écrit en allemand sur le journal d'Anne Frank au Anne Frank Human Right Memorial à Boise, dans l'Idaho.

Le mouvement Antifa est constitué de groupes autonomes, et ne dispose donc pas d'organisation formelle. Ces groupes forment des réseaux de soutien, comme le NYC Antifa, qui fonctionnent de façon indépendante. L'organisation de manifestations se fait généralement par le biais des réseaux sociaux, des sites web ou de listes de diffusion.
Bien que le nombre exact d'adhérents au mouvement Antifa soit difficile à déterminer de manière précise, celui-ci a pris plus d'ampleur depuis l'élection de Donald Trump à la présidence des États-Unis : environ 200 groupes, de taille et niveau d'engagement variables, existent actuellement aux États-Unis. Dans une interview accordée à la chaîne de télévision CNN en août 2017, un membre de Rose City Antifa (un groupe de Portland, dans l'Oregon), déclare « les membres de notre groupe viennent de toute la gauche : nous avons des anarchistes, des socialistes, des libéraux et aussi des sociaux-démocrates ».
Si certains militants Antifa participent à des actions de solidarité, comme lors des secours apportés après l'ouragan Harvey,, le mouvement a surtout été associés à des actes de violence à dirigés contre la police et des personnes qu'ils jugent  "d’extrême droite",. Ils sont généralement associés à des démonstrations de force et accusés de promouvoir la violence. Un manuel publié sur It's Going Down, un site anarchiste, met pourtant en garde contre « ceux dont la seule envie est de se battre ». Le texte précise également que « se confronter physiquement aux fascistes est un aspect nécessaire de la lutte anti-fasciste, mais ce n'est ni le seul ni même nécessairement le plus important ».
Selon Peter Beinart, les militants Antifa « luttent contre le suprémacisme blanc, non pas en essayant de changer la politique gouvernementale, mais à travers l'action directe. Ils cherchent à identifier publiquement les suprémacistes pour provoquer leur licenciement ou leur expulsion de leur logement », tout en cherchant à « perturber leurs rassemblements, y compris par la force ».

### Manifestations et actes de violence notables
Les groupes Antifa ont participé activement aux protestations et manifestations ayant suivi l'élection de Donald Trump en 2016. Ils ont également participé aux manifestations de février 2017 à Berkeley contre le porte-parole [réf. nécessaire] de l'alt-right: Milo Yiannopoulos. Ces manifestations ont attiré l'attention du public, les médias ont rapporté que des militants Antifa ont « lancé des cocktails Molotov et brisé des fenêtres » causant des dommages estimés à 100 000 $.
Le 15 juin 2017, des membres d'Antifa se sont joints aux manifestants de l'Evergreen State College, qui s'opposaient à un événement organisé par le Patriot Prayer, un mouvement de droite libérale suspecté de liens avec des groupes suprémacistes blancs.
Lors des contre-manifestations au rassemblement "Unir la droite" de Charlottesville en août 2017, des membres Antifa ont « certainement utilisé des battes et des pistolets à paintball contre les manifestants suprémacistes ».
Selon un Antifa interrogé par la journaliste Adele Stan, le recours aux  battes s'expliquerait par la présence de « goon squads » (sortes de groupes mercenaires) dans le camp adverse. Lors de cet événement, des Antifa ont protégé le philosophe Cornel West ainsi que plusieurs membres du clergé face à une attaque de suprémacistes. Cornel West a ensuite déclaré qu'ilconsideraità que les Antifa lui ont « sauvé la vie »,.
Selon un militant d'extrême droite, les manifestants Antifa auraient quitté le périmètre qui leur était assigné par la ville, circulé dans les rues et bloqué le passage aux manifestants d'extrême-droite, avant de lancer une attaque à l'aide de masses, de spray au poivre, de briques, de bâtons et de liquides malodorants.
À Berkeley, le 27 août 2017, une centaine de manifestants Antifa auraient rejoint les 2 000 à 4 000 contre-manifestants présents pour s'opposer à ce qui a été décrit comme une « poignée » de manifestants de l'alt-right et de supporters du président Trump, réunis pour un rassemblement « Say No to Marxism » (« Non au marxisme ») finalement annulé pour des raisons de sécurité. On affirme que certains militants Antifa auraient agréssé des manifestants non armés à coup de pieds, et menacé de casser les caméras des journalistes,. À la suite de ces évènements, Le maire de Berkeley, Jesse Arreguin, a suggéré de considérer les groupes Antifa locaux comme un « gang ».
Lors de nouvelles contre-manifestations en opposition au rassemblement « Unir la droite » à Charlottesville en août 2018, des Antifas ont invectivé et attaqué des journalistes et des policiers, leur lançant notamment des œufs et des bouteilles d'eau, et tirant des feux d'artifice dans leur direction. Des journalistes d'NPR et de NBC News rapportent aussi que des Antifa les ont harcelés pour les empêcher de filmer,.

## Méthodes
Selon la National Public Radio, « ceux qui parlent au nom du mouvement Antifa reconnaissent qu'ils ont parfois des battes et des massues » et que leur « méthode repose sur la confrontation ». CNN affirme que les Antifa sont « connus pour causer des dégradations matérielles lors des manifestations ». Scott Crow, militant de longue date impliqué dans des groupes Antifa et cité par CNN  comme l'un des organisateurs du mouvement, soutient que la destruction des biens ne constitue pas, son lui, une forme de violence.
Selon Brian Levin, directeur du Centre pour l'Étude de la Haine et de l'Extrémisme à l'Université d'État de Californie de San Bernardino, les Antifa ont recours à la violence car « ils croient que les élites contrôlent le gouvernement et les médias. Ils ont donc besoin de s'opposer frontalement à ceux qu'ils considèrent comme racistes ». Selon Mark Bray, maître de conférences à l'Institut de recherche sur le genre de Dartmouth et auteur d’Antifa: The Anti-Fascist Handbook (Antifa: Le Manuel des antifascistes), les adhérents au mouvement se revendiquent majoritairement du socialisme, de l'anarchisme ou du communisme et « refusent de faire appel à la police ou à l’État pour freiner l'avancée du suprémacisme blanc. Ils préconisent à la place l'opposition populaire au fascisme telle que nous avons pu le voir à Charlottesville ». En rapport avec cet ouvrage, Carlos Lozada a déclaré que les groupes Antifa ne respectent pas le principe de liberté d'expression. En effet, selon Bray, l'atteinte à cette liberté « est justifiée par son rôle dans la lutte politique contre le fascisme ».
Selon Scott Crow, cette justification se fonde sur le principe de l'action directe : « L'incitation à la haine ne relève pas de la liberté d'expression. Si vous mettez en danger des personnes avec ce que vous dites et les actes que vos paroles impliquent, alors vous n'avez pas le droit de le dire. C'est pour cela que nous allons au conflit, pour les faire taire, parce que nous croyons que les nazis et les fascistes de tout poil ne devraient pas avoir droit à la parole ».
En juin 2017, la mouvance Antifa a été rattachée à l'anarchisme par le département de la Sécurité intérieure du New Jersey, qui, de même que le FBI, a classé leurs activités comme terrorisme intérieur. Le FBI et le DSI ont tous deux reconnu leur difficulté à infiltrer « l'organisation diffuse et décentralisée » de ces groupes.

## Réactions à Antifa

### Médias
À la suite des violences de Berkeley le 27 août 2017, les actions des Antifa ont fait l'objet de critiques de la part de Républicains, de Démocrates ainsi que de la part de divers commentateurs politiques des médias américains,, :
- la chef de l'opposition Nancy Pelosi condamne la violence des militants Antifa à Berkeley dans un communiqué de presse[51],
- l'animatrice de talk-show conservatrice et contributrice à Fox News Laura Ingraham a suggéré de classer le mouvement Antifa comme  une organisation terroriste[52],
- Trevor Noah, humoriste et animateur de The Daily Show, a comparé l'Antifa à un « vegan ISIS »[53] (« Daesh végan »).

### Classement comme organisation terroriste
En août 2017, une pétition appelant à ce que les Antifa soient classés par le Pentagone comme une organisation terroriste a été lancée via la plate-forme de la Maison-Blanche We The People. Elle a recueilli plus de 100 000 signatures en trois jours, et par conséquent - en vertu de la politique définie par l'administration Obama - aurait dû entrainer un examen officiel et une réponse de la part de la Maison-Blanche. Avec plus de 300 000 signatures à la fin du mois d'août, il s'agissait de la troisième pétition la plus signée de la plate-forme. Toutefois, cette politique n'a pas été poursuivie par l'administration Trump, qui n'a pas apporté de réponses favorables à aucune des pétitions publiées sur la plate-forme. L'auteur de la pétition, connu sous le pseudonyme de Microchip, a expliqué à Politico que son objectif n'était pas de provoquer une action gouvernementale concrète, mais plutôt d'inciter les conservateurs à diffuser la pétition et à en discuter.
En mai 2020, en réaction aux manifestations faisant suite à la mort de George Floyd, Donald Trump annonce sur Twitter que les États-Unis « désigneront Antifa comme une organisation terroriste ».

### Anti-Antifa
Les anti-antifas désignent les opposants à l'Action Antifasciste. Il s'agit d'une mouvance et non d'une quelconque organisation. Parmi ses membres figurent des militants d'extrême droite radicale, notamment des néofascistes, néonazis, skinhead d'extrême droite, ainsi que des suprémacistes blancs et noirs.

### Usurpation de compte Twitter
En août 2017,  dans le but de discréditer les Antifa, une campagne de canulars photographiques a été lancée via le Hashtag #PunchWhiteWomen par des membres de l'alt-right. 
Parmi les images diffusées, une image de l'actrice britannique Anna Friel la montrant sous les traits d'une femme battue lors de la campagne de 2007 contre les violences conjugales de la Women's Aid Federation of England, a été détournée par de faux comptes Twitter attribués aux Antifa. La supercherie, organisée via le site internet 4chan, a été dévoilée à la suite d'une enquête du chercheur du réseau Bellingcat Eliot Higgins. L'image, sous-titrée « 53 % de femmes blanches ont voté pour Trump, 53 % des femmes blanches devraient ressembler à ceci », porte un drapeau Antifa. 
Une autre image montrant une femme blessée est, quant à elle, sous-titrée « Elle a choisi d'être une nazie. Les choix ont des conséquences ». Elle est accompagnée du mot-dièse #PunchANazi. 
Eliot Higgins a fait remarquer à la BBC que « c'était un canular pathétique et assez évident, mais [qu'il ne serait] pas surpris si les groupes nationalistes blancs essayaient à l'avenir de monter des attaques plus sophistiquées ».

### Mouvements antifascistes et idéologies liées aux antifas
- Anarcho-syndicalisme
- Socialisme libertaire
- Communisme libertaire
- Antiracisme
- Antinationalisme
- Gauche radicale/Extrême gauche/Ultragauche
- Action antifasciste
- Actions antifascistes françaises
- Anti-Fascist Action
- Skinheads Against Racial Prejudice
- Red and Anarchist Skinheads
- Hollywood Anti-Nazi League
- Georges Sorel

### Opposition aux antifas
- Alt-right
- Extrême droite
- Nazi punk
- Skinhead néonazi
- Anti-antifa
- Néofascisme
- Néonazisme
- Nationalisme
- Nationalisme blanc
- Nationalisme noir
- Suprémacisme blanc
- Suprémacisme noir
- Parti nazi américain
- Nation of Islam
- Wotanisme